# 石毛佐和
石毛 佐和（いしげ さわ、1979年2月7日 - ）は、日本の声優、舞台女優。千葉県出身。

## 経歴
小さい時から声で褒められたことは無かったが、少しずつ声の仕事に興味を持つようになった。情報誌『De☆View』を見て応募し、サンミュージックの声優志望第1期生に合格し、サンミュージックに所属。
1998年、劇団若草に所属。
1999年、テレビアニメ『おジャ魔女どれみ』の春風ぽっぷ役にオーディションで選ばれ、声優デビュー。
2001年、東京俳優生活協同組合に所属。2009年6月、東京俳優生活協同組合を退所、フリーとなる。
2010年2月1日、ディーカラーに所属。2014年9月、ディーカラーを退所、再びフリーとなる。

## 人物
声種はソプラノ。
友人である吉永あずきがプロデュース、松本タカヒロが音楽制作している縁から「ギンギン♂ガールズ」を知り、「マシュマロ3d＋」などセクシー系アイドルグループのファンである。

## 出演
太字はメインキャラクター。

### テレビアニメ
1999年
- おジャ魔女どれみ（1999年 - 2003年、春風ぽっぷ、ファファ、幼女の友達）- 4シリーズ
- 魔法使いTai!（高倉貴子）

2000年
- ヴァンドレッド（2000年 - 2001年、パイウェイ・ウンダーベルク）- 2シリーズ
- ゲートキーパーズ（高梨さとこ）

2001年
- ちっちゃな雪使いシュガー（ノーマ）

2002年
- 犬夜叉（千代）
- 仰天人間バトシーラー（コッパラダンサーズ、ケナゲインコ/コンコルドーン）
- デジモンフロンティア（2002年 - 2003年、織本泉 / フェアリモン / シューツモン）
- ヒカルの碁（院生）

2003年
- WOLF'S RAIN（錬金術師B）
- ストラトス・フォー（岩崎ショーグン、子供）
- 住めば都のコスモス荘 すっとこ大戦ドッコイダー（桜咲小鈴 / タンポポ）
- フルメタル・パニック? ふもっふ（中学生A）
- ぽぽたん（生徒C）
- 魔法遣いに大切なこと（森川瑠奈）

2004年
- SDガンダムフォース（エルメチュ、ポーンリーオー）
- 北へ。〜Diamond Dust Drops〜（ミミ子）
- ニニンがシノブ伝
- マーメイドメロディー ぴちぴちピッチ ピュア（女の子B）
- マリア様がみてる（店員）

2005年
- 韋駄天翔（獅堂まこと）
- 極上生徒会（江川智子）
- 地獄少女（渋谷みなみ）
- SoltyRei（メリル）
- 月詠 -MOON PHASE-（アルト）
- とっとこハム太郎（ジェラードちゃん）
- ぱにぽにだっしゅ!（柏木優麻、柏木優奈）
- ふたりはプリキュア Max Heart（ハピネン）
- まじかるカナン（西京あゆみ）
- 魔法先生ネギま!（2005年 - 2006年、早乙女ハルナ）- 2シリーズ ※ネギま!?第11話のサブタイトル題字と提供イラストも担当。
- メルヘヴン（2005年 - 2007年、ロコ、ファントムの母）

2006年
- 機神咆吼デモンベイン（アリスン）
- 女子高生 GIRLS-HIGH（小川育恵）
- 出ましたっ!パワパフガールズZ（中目黒華代、サファイア）
- RED GARDEN（ルーシー）

2007年
- 人造昆虫カブトボーグ V×V（ヒナーノ）
- もえたん（いんくママ）

2008年
- 紅（柔沢紅香）
- 夏目友人帳（民子）

2009年
- 獣の奏者 エリン（サジュ、サジュの娘）

2010年
- ドラえもん（テレビ朝日版第2期）（女の子C）

2013年
- 八犬伝―東方八犬異聞―（小早川るり）
- 名探偵コナン（矢内みさき）

2017年
- UQ HOLDER! 〜魔法先生ネギま!2〜（早乙女ハルナ）

### 劇場アニメ
- 映画 おジャ魔女どれみ♯（しゃーぷっ）（2000年、春風ぽっぷ）
- 映画 も〜っと! おジャ魔女どれみ カエル石のひみつ（2001年、春風ぽっぷ）
- 劇場版デジモンフロンティア 古代デジモン オニスモン復活（2002年、織本泉）
- 名探偵コナン 天空の難破船（2010年、西谷かすみ）
- 劇場版 魔法先生ネギま! ANIME FINAL（2011年、早乙女ハルナ）
- 魔女見習いをさがして（2020年、春風ぽっぷ[16]、公園の女の子〈妹〉）

### OVA
- ヴァンドレッド シリーズ（2001年 - 2002年、パイウェイ・ウンダーベルク）- 2作品
- も〜っと!おジャ魔女どれみ ママといっしょに おしえて♪ももちゃん おやつクッキング（2001年、春風ぽっぷ'）
- おジャ魔女どれみナ・イ・ショ（2004年、春風ぽっぷ）
- ストラトス・フォー（X シリーズ）（2004年 - 2006年、佐古レイ、岩崎ショーグン） - 3作品
- トップをねらえ2!（2004年、ゆみこ）
- ネギま!? 春スペシャル!? / 夏スペシャル!?（2006年、早乙女ハルナ） - 2作品
- 魔法先生ネギま! OADシリーズ（2008年 - 2009年、早乙女ハルナ） - 2シリーズ
- DREAM C CLUB PURE SONGS CLIPS（2011年、魔璃）

### ゲーム
1998年
- Sequence Palladium（クリスティン＝ファークロス）

2002年
- おジャ魔女どれみドッカ〜ン!にじいろパラダイス（春風ぽっぷ）
- 金鉱脈探査シミュレーション インゴット79（ライラ）
- Thread Colors〜さよならの向こう側〜（当麻美桜）

2003年
- 彼女の伝説、僕の石版。〜アミリオンの剣とともに〜（ミリィ）
- THE KING OF FIGHTERS EX2 〜HOWLING BLOOD〜（天羽忍）

2004年
- F 〜ファナティック〜（アリシア・フィオリーゼ）
- おジャ魔女あどべんちゃ〜ないしょのまほう（春風ぽっぷ）
- 片神名〜喪われた因果律〜（ツクヨミ）
- SIMPLE2000シリーズ『THE 恋と涙と、追憶と…。』（当麻美桜）

2005年
- SIMPLE2000シリーズ『THE ファンタジー恋愛アドベンチャー』（ミリィ）
- ホームメイド〜終の館〜（久留間藤）
- 魔法先生ネギま! 1時間目 お子ちゃま先生は魔法使い!（早乙女ハルナ）
- 魔法先生ネギま! 2時間目 戦う乙女たち! 麻帆良大運動会SP!（早乙女ハルナ）
- メルヘヴン ÄRM FIGHT DREAM（ロコ）

2006年
- 幻想水滸伝V（リムスレーア・ファレナス、ジョセフィーヌ、メルーン）
- 女子高生 GAME'S-HIGH!!（小川育恵）
- ネギま!? 3時間目 恋と魔法と世界樹伝説!（早乙女ハルナ）
- ネギま!? 超 麻帆良大戦 かっとイ〜ン☆契約執行でちゃいますぅ（早乙女ハルナ）
- 魔法先生ネギま! 課外授業 乙女のドキドキ ビーチサイド（早乙女ハルナ）

2007年
- 悪魔城ドラキュラ Xクロニクル（マリア・ラーネッド）
- オトメディウス（マドカ）
- すもももももも〜地上最強のヨメ〜 継承しましょ!? 恋の花ムコ争奪戦!!（美月萌花）
- ネギま!? 超麻帆良大戦チュウ チェックイ〜ン 全員集合!やっぱり温泉来ちゃいましたぁ（早乙女ハルナ）
- ネギま!? どりーむたくてぃっく 夢見る乙女はプリンセス（早乙女ハルナ）
- ネギま!? ネオ・パクティオーファイト!!（早乙女ハルナ）

2009年
- ドリームクラブ（魔璃）

2010年
- ドリームクラブ・ポータブル（魔璃）

2011年
- オトメディウス エクセレント!（マドカ）
- ドリームクラブZERO（魔璃）
- ドリームクラブZERO ポータブル（魔璃）

2012年
- ドリームクラブ Complete Edipyon!（魔璃）
- マージャン★ドリームクラブ（魔璃）

2013年
- エンゲージナイツ 〜新約英雄大戦〜（太公望）
- ドリームクラブZERO Special Edipyon!（魔璃）

2015年
- ミリ姫大戦 −Militärische Mädchen−（プリモツィク、ナウマン、ブンツェル、ドイチェ）

2018年
- ネギマテ UQ HOLDER! 〜魔法先生ネギま！2〜（早乙女ハルナ）

### ドラマCD
- おジャ魔女どれみシリーズ（春風ぽっぷ）
  - おジャ魔女CDくらぶ その3 おジャ魔女ハッピッピドラマシアター
  - おジャ魔女どれみ♯ MAHO堂CDコレクションその2 すくりーんテーマ&しーくれっと すと〜り〜
  - おジャ魔女ドッカ〜ン!CDくらぶ その7 おジャ魔女ドッカ〜ン!ドラマシアター
  - 他
- 紅（柔沢紅香）
- 女子高生（とらのあな3500ポイントと交換、非売品）
- タイガーサマー（とらのあな3500ポイントと交換、非売品）
- デジモンフロンティア 伝えたいこと（織本泉）
- ニニンがシノブ伝 其の一 忍と楓の☆ニニンがラジオ伝（エルエル）
- ぱにぽに セカンドシーズン Vol.1（犬神雅）
- 魔法先生ネギま! ドラマCD Vol.2（早乙女ハルナ）
- 魔法先生ネギま! 〜白き翼 ALA ALBA〜言っておきたい事がある!（早乙女ハルナ）
- TVアニメーション「機神咆吼デモンベイン」ドラマCD Vol.1～2（2006年、アリスン）

### ラジオドラマ
- 悠幻の学び舎〜いもうと学園〜（魯山美）（『悠幻の学び舎Radio いもうと学園!おにいちゃん時間だよっ!』内）
- VOMIC 紅 kure-nai（柔沢紅香）

### ラジオ
- 麻帆良学園中等部3-A・ヒミツの放課後（メインパーソナリティ/早乙女ハルナ役 2006年12月 - 2007年3月）

### 実写
- 魔法先生ネギま!：麻帆良学園中等部2-A
  - 一学期特典DVD 麻帆良学園中等部2-A：入学式
  - 二学期特典DVD 麻帆良学園中等部2-A：一学期終業式
  - 三学期特典DVD 麻帆良学園中等部2-A：二学期終業式
  - ホームルーム
  - 魔法先生ネギま! 大麻帆良祭
  - ネギま!? マジカルクリスマス
  - ネギま!? Princess Festival
- ぐみさわパーティー!
- マイクのある風景3
- 「ロマンス・ミシン・イソフラボン」
- ドリーム☆ライブ200
- 女子高生特典映像

### CM
- ハローセット デジモングッズプレゼント（2002年ロッテリアテレビCM）

### 吹き替え
- ドリームハイ（コ・ヘソン）
- BONES5 #3話

### 舞台
- 朗読劇「平石水中」（2008年9月8日、荻窪メガバックスシアター）
- 「平石水中+石(再)」（2010年11月21日、中野studio twl）

### パチンコ
- CR魔法先生ネギま!（2017年、早乙女ハルナ[24]）

### その他コンテンツ
- タカラ「リカちゃん人形 ラブリカメンバー」（ななみ）
- リカちゃん電話
- バンダイ ロイヤルパトレーヌコール（春風ぽっぷ、ファファ）
  - おジャ魔女どれみ♯の玩具
- テレビ東京 熱闘!ゴルフ向上委員会（ナレーション〈初代〉）

## ディスコグラフィ

### シングル
|        | 発売日        | タイトル        | 規格品番 | 規格品番 | オリコン 最高位 |
| 限定盤 | 発売日        | タイトル        | 通常盤   |          | オリコン 最高位 |
| ------ | ------------- | --------------- | -------- | -------- | --------------- |
| 1st    | 2005年9月15日 | 誓い☆あのね     |          |          |                 |
| 2nd    | 2009年9月20日 | ユメバルーン    |          |          |                 |
| 3rd    | 2010年7月18日 | SEIGI NO MIKATA |          |          |                 |

### アルバム
|     | 発売日         | タイトル                         | 規格品番 | オリコン 最高位 |
| --- | -------------- | -------------------------------- | -------- | --------------- |
| 1st | 2004年12月25日 | ミニミニミニアルバム『オモチャ』 |          |                 |
| 2nd | 2007年12月29日 | ミニミニアルバム『恋色ルーペ』   |          |                 |

### キャラクターソング
| 発売日   | 商品名                                                                                                | 歌                                                                       | 楽曲                                                                                        | 備考                                                        |
| 2000年   | 2000年                                                                                                | 2000年                                                                   | 2000年                                                                                      | 2000年                                                      |
| -------- | --- | ------------------------------------------------------------------------ | ------------------------------------------------------------------------------------------- | ----------------------------------------------------------- |
| 9月20日  | ゲートキーパーズ SPIRITS                                                                              | 政治思想研究会                                                           | 「漆黒の世界へ」                                                                            | テレビアニメ『ゲートキーパーズ』関連曲                      |
| 2001年   | |                                                                          |                                                                                             |                                                             |
| 1月24日  | おジャ魔女どれみ♯ MAHO堂CDコレクション その 3そんぐ・ふぇすてぃばる♪                                  | 春風ぽっぷ（石毛佐和）                                                   | 「ホップ・ステップ・ポップ」                                                                | テレビアニメ『おジャ魔女どれみ♯』関連曲                     |
| 9月5日   | ヴァンドレッド ヴォーカルコレクション Girl's Serenade                                                 | パイウェイ・ウンダーベルク（石毛佐和）                                   | 「会ったとたんにひと目ぼれ」                                                                | テレビアニメ『ヴァンドレッド』関連曲                        |
| 10月26日 | JUSTICE                                                                                               | メジェール・パイレーツ                                                   | 「SPACY SPICY LOVE」                                                                        | テレビアニメ『ヴァンドレッド 胎動篇』オープニングテーマ     |
| 11月30日 | ヴァンドレッド the second stage ボーカル&オリジナルサウンドトラック                                   | メジェール・パイレーツ                                                   | 「SPACY SPICY LOVE〈セリフ入りバージョン〉」                                                | テレビアニメ『ヴァンドレッド 胎動篇』オープニングテーマ     |
| 2002年   | |                                                                          |                                                                                             |                                                             |
| 10月2日  | デジモンフロンティア キャラクターソング・コレクション「サラマンダー」                                 | 織本泉（石毛佐和）                                                       | 「風のしずく〜泉のテーマ〜」                                                                | テレビアニメ『デジモンフロンティア』関連曲                  |
| 10月25日 | ヴァンドレッド 激闘篇 DVD初回特典CD「ヴァンドレッド the second stage ヴォーカルコレクションアルバム」 | メジェール・パイレーツ                                                   | 「PROOF」                                                                                   | テレビアニメ『ヴァンドレッド 激闘篇』エンディングテーマ     |
| 11月6日  | デジモンフロンティア クリスマススマイル                                                               | スピリットシンガーズ                                                     | 「More More Happy Christmas」 「With The Will」                                             | テレビアニメ『デジモンフロンティア』関連曲                  |
| 12月22日 | We Love DiGiMONMUSiC                                                                                  | 織本泉（石毛佐和）、ネーモン（菊池正美）、ボコモン（杉山佳寿子）         | 「イノセント〜無邪気なままで〜」                                                            | テレビアニメ『デジモンフロンティア』関連曲                  |
| 2004年   | |                                                                          |                                                                                             |                                                             |
| 3月24日  | 魔法先生ネギま! 声のクラスメイトシリーズ 6月：図書館探検部                                            | 図書館探検部                                                             | 「Invitation〜図書館へいらっしゃい〜」 「Invitation〜図書館へいらっしゃい〜（Remix ver.）」 | テレビアニメ『魔法先生ネギま!』関連曲                       |
| 4月28日  | ネギま! 麻帆良学園中等部2-A：1学期                                                                    | まほらコーラス部                                                         | 「麻帆良学園校歌」                                                                          | テレビアニメ『魔法先生ネギま!』関連曲                       |
| 5月1日   | 出席番号のうた                                                                                        | 麻帆良学園中等部2-A                                                      | 「出席番号のうた」                                                                          | テレビアニメ『魔法先生ネギま!』関連曲                       |
| 8月25日  | ネギま! 麻帆良学園中等部2-A：2学期                                                                    | まほらコーラス部 & ネギ・スプリングフィールド（佐藤利奈）                | 「放課後ア☆ライブ」                                                                         | テレビアニメ『魔法先生ネギま!』関連曲                       |
| 2005年   | |                                                                          |                                                                                             |                                                             |
| 3月2日   | ハッピー☆マテリアル 3月度：More Happy version                                                         | 麻帆良学園中等部2-A                                                      | 「ハッピー☆マテリアル」                                                                     | テレビアニメ『魔法先生ネギま!』オープニングテーマ           |
| 8月3日   | ハッピー☆マテリアル 31人ver.／輝く君へ〜Peace                                                         | 麻帆良学園中等部2-A                                                      | 「ハッピー☆マテリアル」 「輝く君へ〜Peace」                                                 | テレビアニメ『魔法先生ネギま!』主題歌                       |
| 8月24日  | ガールッピ                                                                                            | 桃月学園1年え〜☆び〜組                                                   | 「ガールッピ」                                                                              | テレビアニメ『ぱにぽにだっしゅ!』エンディングテーマ         |
| 10月26日 | ぱにぽにだっしゅ! キャラクターボーカルアルバム 学園天国                                               | 柏木優麻・優奈（石毛佐和）                                               | 「Link」                                                                                    | テレビアニメ『ぱにぽにだっしゅ!』関連曲                     |
| 2006年   | |                                                                          |                                                                                             |                                                             |
| 12月6日  | ネギま!? うたのCD（1）                                                                                | チュパカブラ研究会                                                       | 「チュパ研の唄 〜きっと、いルーンヤ〜」                                                     | テレビアニメ『ネギま!?』関連曲                              |
| 2007年   | |                                                                          |                                                                                             |                                                             |
| 1月24日  | ネギま!? 1000%BOX                                                                                     | 宮崎のどか（能登麻美子）、綾瀬夕映（桑谷夏子）、早乙女ハルナ（石毛佐和） | 「1000%SPARKING!」                                                                          | テレビアニメ『ネギま!?』オープニングテーマ                  |
| 1月24日  | ネギま!? 1000%BOX                                                                                     | 宮崎のどか（能登麻美子）、綾瀬夕映（桑谷夏子）、早乙女ハルナ（石毛佐和） | 「A-LY-YA!」                                                                                | テレビアニメ『ネギま!?』エンディングテーマ                  |
| 1月24日  | ネギま!? 1000%BOX                                                                                     | 宮崎のどか（能登麻美子）、綾瀬夕映（桑谷夏子）、早乙女ハルナ（石毛佐和） | 「1000%SPARKING!〈ディスコミックス〉」                                                      | テレビアニメ『ネギま!?』関連曲                              |
| 1月24日  | ネギま!? 1000%BOX                                                                                     | 麻帆良学園中等部3-A+ネギ・スプリングフィールド                           | 「1000%SPARKING!」 「A-LY-YA!」                                                             | テレビアニメ『ネギま!?』関連曲                              |
| 9月26日  | ネギま!? ベストアルバム                                                                               | 麻帆良学園中等部3-A+ネギ・スプリングフィールド                           | 「Hello Again」                                                                             | テレビアニメ『ネギま!?』関連曲                              |
| 2008年   | |                                                                          |                                                                                             |                                                             |
| 8月27日  | ハッピー☆マテリアル リターン                                                                          | 麻帆良学園中等部3-A                                                      | 「ハッピー☆マテリアル リターン」                                                            | OAD『魔法先生ネギま!〜白き翼 ALA ALBA〜』オープニングテーマ |
| 8月27日  | ハッピー☆マテリアル リターン                                                                          | 麻帆良学園中等部3-A                                                      | 「輝く君へ」                                                                                | OAD『魔法先生ネギま!〜白き翼 ALA ALBA〜』エンディングテーマ |
| 8月27日  | ハッピー☆マテリアル リターン                                                                          | 麻帆良学園中等部3-A                                                      | 「A-LY-YA」                                                                                 | テレビアニメ『ネギま!?』関連曲                              |
| 2011年   | |                                                                          |                                                                                             |                                                             |
| 8月24日  | 桜風に約束を -旅立ちの歌-                                                                             | ネギ・スプリングフィールド&麻帆良学園中等部3-A                           | 「桜風に約束を -旅立ちの歌-」                                                               | 劇場アニメ『劇場版 魔法先生ネギま! ANIME FINAL』主題歌      |

### その他参加楽曲
| 発売日   | 商品名             | 歌                                     | 楽曲                   | 備考                                             |
| 2011年   | 2011年             | 2011年                                 | 2011年                 | 2011年                                           |
| -------- | ------------------ | -------------------------------------- | ---------------------- | ------------------------------------------------ |
| 5月28日  | Party time         | 井上直美、石毛佐和                     | 「Party time」         | 東日本大震災チャリティーCD企画『continue』関連曲 |
| 8月13日  | Jump!!!            | 木村まどか、石毛佐和                   | 「Jump!!!」            | 東日本大震災チャリティーCD企画『continue』関連曲 |
| 9月17日  | 馬鹿盛り部のテーマ | 井上直美、石毛佐和、狩野茉莉、矢部雅史 | 「馬鹿盛り部のテーマ」 | 東日本大震災チャリティーCD企画『continue』関連曲 |
| 12月11日 | Sunday Happy Day   | 永井真衣、石毛佐和                     | 「Sunday Happy Day」   | 東日本大震災チャリティーCD企画『continue』関連曲 |
| 2012年   |                    |                                        |                        |                                                  |
| 6月30日  | Chatte noire       | あいかわ彩実、石毛佐和                 | 「Chatte noire」       | 東日本大震災チャリティーCD企画『continue』関連曲 |

### ユニットメンバー
1. ↑  影山零士（関智一）、高梨さとこ（石毛佐和）、磯貝綾子（笹本優子）、岡森やすえ（島涼香）
2. 1 2  かかずゆみ、折笠富美子、浅川悠、豊口めぐみ、京田尚子、沢海陽子、根谷美智子、浅野まゆみ、大原さやか、石毛佐和
3. ↑  神原拓也（竹内順子）、源輝二（神谷浩史）、織本泉（石毛佐和）、柴山純平（天田真人）、氷見友樹（渡辺久美子）、木村輝一（鈴村健一）
4. ↑  綾瀬夕映（桑谷夏子）、早乙女ハルナ（石毛佐和）、宮崎のどか（能登麻美子）
5. 1 2  柿崎美砂（伊藤静）、古菲（田中葉月）、早乙女ハルナ（石毛佐和）、龍宮真名（佐久間未帆）
6. 1 2  相坂さよ（白鳥由里）、明石裕奈（木村まどか）、朝倉和美（笹川亜矢奈）、綾瀬夕映（桑谷夏子）、和泉亜子（山川琴美）、大河内アキラ（山本杏美）、柿崎美砂（伊藤静）、神楽坂明日菜（神田朱未）、春日美空（板東愛）、絡繰茶々丸（渡辺明乃）、釘宮円（出口茉美）、古菲（田中葉月）、近衛木乃香（野中藍）、早乙女ハルナ（石毛佐和）、桜咲刹那（小林ゆう）、佐々木まき絵（堀江由衣）、椎名桜子（大前茜）、龍宮真名（佐久間未帆）、超鈴音（大沢千秋）、長瀬楓（白石涼子）、那波千鶴（小林美佐）、鳴滝風香（こやまきみこ）、鳴滝史伽（狩野茉莉）、葉加瀬聡美（門脇舞）、長谷川千雨（志村由美）、エヴァンジェリン・A・K・マクダウェル（松岡由貴）、宮崎のどか（能登麻美子）、村上夏美（相沢舞）、雪広あやか（皆川純子）、四葉五月（井ノ上ナオミ）、ザジ・レイニーデイ（猪口有佳）
7. ↑  古菲（田中葉月）、近衛木乃香（野中藍）、早乙女ハルナ（石毛佐和）、桜咲刹那（小林ゆう）、佐々木まき絵（堀江由衣）
8. ↑  柏木優麻・優奈（石毛佐和）、来栖柚子（中世明日香）、綿貫響（樋口智恵子）、白鳥鈴音（広橋涼）、秋山乙女（日笠山亜美）
9. ↑  神楽坂明日菜（神田朱未）、長瀬楓（白石涼子）、鳴滝風香（こやまきみこ）、鳴滝史伽（狩野茉莉）、早乙女ハルナ（石毛佐和）、明石裕奈（木村まどか）
10. 1 2  ネギ・スプリングフィールド（佐藤利奈）、相坂さよ（白鳥由里）、明石裕奈（木村まどか）、朝倉和美（笹川亜矢奈）、綾瀬夕映（桑谷夏子）、和泉亜子（山川琴美）、大河内アキラ（浅倉杏美）、柿崎美砂（伊藤静）、神楽坂明日菜（神田朱未）、春日美空（板東愛）、絡繰茶々丸（渡辺明乃）、釘宮円（出口茉美）、古菲（Hazuki）、近衛木乃香（野中藍）、早乙女ハルナ（石毛佐和）、桜咲刹那（小林ゆう）、佐々木まき絵（堀江由衣）、椎名桜子（大前茜）、龍宮真名（佐久間未帆）、超鈴音（高本めぐみ）、長瀬楓（白石涼子）、那波千鶴（小林美佐）、鳴滝風香（こやまきみこ）、鳴滝史伽（狩野茉莉）、葉加瀬聡美（門脇舞以）、長谷川千雨（志村由美）、エヴァンジェリン・A・K・マクダウェル（松岡由貴）、宮崎のどか（能登麻美子）、村上夏美（相沢舞）、雪広あやか（皆川純子）、四葉五月（井上直美）、ザジ・レイニーデイ（いのくちゆか）
11. ↑  相坂さよ（白鳥由里）、明石裕奈（木村まどか）、朝倉和美（笹川亜矢奈）、綾瀬夕映（桑谷夏子）、和泉亜子（山川琴美）、大河内アキラ（浅倉杏美）、柿崎美砂（伊藤静）、神楽坂明日菜（神田朱未）、春日美空（板東愛）、絡繰茶々丸（渡辺明乃）、釘宮円（出口茉美）、古菲（Hazuki）、近衛木乃香（野中藍）、早乙女ハルナ（石毛佐和）、桜咲刹那（小林ゆう）、佐々木まき絵（堀江由衣）、椎名桜子（大前茜）、龍宮真名（佐久間未帆）、超鈴音（高本めぐみ）、長瀬楓（白石涼子）、那波千鶴（小林美佐）、鳴滝風香（こやまきみこ）、鳴滝史伽（狩野茉莉）、葉加瀬聡美（門脇舞以）、長谷川千雨（志村由美）、エヴァンジェリン・A・K・マクダウェル（松岡由貴）、宮崎のどか（能登麻美子）、村上夏美（相沢舞）、雪広あやか（皆川純子）、四葉五月（井上直美）、ザジ・レイニーデイ（いのくちゆか）
12. ↑  ネギ・スプリングフィールド（佐藤利奈）、相坂さよ（白鳥由里）、明石裕奈（木村まどか）、朝倉和美（笹川亜矢奈）、綾瀬夕映（桑谷夏子）、和泉亜子（山川琴美）、大河内アキラ（浅倉杏美）、柿崎美砂（伊藤静）、神楽坂明日菜（神田朱未）、春日美空（板東愛）、絡繰茶々丸（渡辺明乃）、釘宮円（出口茉美）、古菲（阿澄佳奈）、近衛木乃香（野中藍）、早乙女ハルナ（石毛佐和）、桜咲刹那（小林ゆう）、佐々木まき絵（堀江由衣）、椎名桜子（小見川千明）、龍宮真名（佐久間未帆）、超鈴音（高本めぐみ）、長瀬楓（白石涼子）、那波千鶴（小林美佐）、鳴滝風香（こやまきみこ）、鳴滝史伽（狩野茉莉）、葉加瀬聡美（門脇舞以）、長谷川千雨（志村由美）、エヴァンジェリン・A・K・マクダウェル（松岡由貴）、宮崎のどか（能登麻美子）、村上夏美（相沢舞）、雪広あやか（皆川純子）、四葉五月（井上直美）、ザジ・レイニーデイ（いのくちゆか）